# زين الدين زيدان
زين الدين يزيد زيدان (
تنطق بالفرنسية: [zinedin jazid zidan]؛ مواليد 23 يونيو 1972) المعروف شعبيا باسم زيزو، هو لاعب كرة قدم فرنسي محترف سابق لعب كلاعب خط وسط مهاجم. وهو المدير الفني السابق لنادي ريال مدريد. درب مؤخرًا ريال مدريد وهو أحد أكثر المدربين نجاحًا في العالم. يُعتبر على نطاق واسع أحد أعظم اللاعبين في التاريخ، كان زيدان صانع ألعاب من النخبة اشتهر بأناقته ورؤيته وتمريراته وتحكمه في الكرة وبراعته الفنية. حصل على العديد من الجوائز الفردية كلاعب، بما في ذلك حصوله على جائزة أفضل لاعب في العالم في أعوام 1998 و2000 و2003، كما فاز بجائزة الكرة الذهبية لعام 1998.
بدأ زيدان مسيرته المهنية في نادي كان قبل أن يثبت نفسه كواحد من أفضل اللاعبين في الدوري الفرنسي مع بوردو. في عام 1996، انتقل إلى يوفنتوس حيث فاز معهم بألقاب من بينها لقبان في الدوري الإيطالي. انتقل إلى ريال مدريد مقابل رسوم انتقال قياسية في ذلك الوقت بلغت 77.5 مليون يورو في عام 2001، والذي ظل مسجل باسمه على مدار السنوات الثماني التالية. في إسبانيا، فاز زيدان بالعديد من الألقاب، بما في ذلك لقب الدوري الإسباني ودوري أبطال أوروبا. في نهائي دوري أبطال أوروبا 2002، سجل هدفًا بالقدم اليسرى والذي يُعتبر أحد أعظم الأهداف في تاريخ المسابقة.
لعب مع فرنسا 108 مباراة، وفاز زيدان بكأس العالم 1998، وسجل هدفين في النهائي، وتم اختياره ضمن فريق كل النجوم. جعله هذا الانتصار بطلاً قومياً في فرنسا، وحصل على وسام جوقة الشرف في عام 1998. وفاز ببطولة أمم أوروبا 2000، وحصل على جائزة أفضل لاعب في البطولة. حصل أيضًا على الكرة الذهبية لأفضل لاعب في البطولة في كأس العالم 2006، على الرغم من طرده السيئ السمعة في المباراة النهائية ضد إيطاليا لتسديدة ضربة رأسية لصدر ماركو ماتيراتزي. اعتزال باعتباره رابع أكثر لاعب مشاركة في تاريخ فرنسا.
في عام 2004، تم ترشيحه في أفضل 125 لاعب كرة قدم حي، وهي قائمة أعظم لاعبي العالم على قيد الحياة قام بتجميعها بيليه، وفي نفس العام تم اختياره كأفضل لاعب كرة قدم أوروبي خلال الخمسين عامًا الماضية في استطلاع اليوبيل الذهبي. زيدان هو واحد من ثمانية لاعبين فازوا بكأس العالم ودوري أبطال أوروبا والكرة الذهبية. كان سفيراً لملف قطر الناجح لاستضافة كأس العالم 2022، وكانت أول دولة عربية تستضيف البطولة.
بعد اعتزاله كلاعب، انتقل زيدان إلى التدريب، وبدأ مسيرته التدريبية في ريال مدريد كاستيا. وبقي في المنصب لمدة عامين قبل أن يتولى قيادة الفريق الأول في عام 2016. في أول موسمين ونصف، أصبح زيدان أول مدرب يفوز بدوري أبطال أوروبا ثلاث مرات متتالية، وفاز بكأس السوبر الأوروبي وكأس العالم للأندية مرتين لكل منهما، بالإضافة إلى لقب وحيد لكلٍ من الدوري الإسباني وكأس السوبر الإسباني. أدى هذا النجاح إلى فوز زيدان بجائزة أفضل مدرب كرة قدم للرجال في عام 2017. استقال في 2018، لكنه عاد إلى النادي كمدرب في عام 2019، وشرع في الفوز بلقب آخر في الدوري الإسباني وكأس السوبر الإسباني.

## النشأة وسيرته

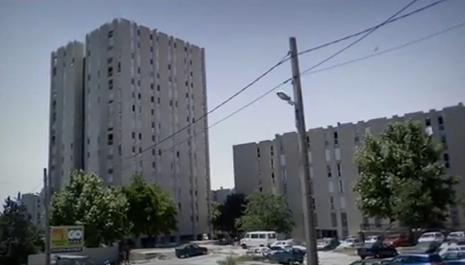
لا كاستيلان في الطرف الشمالي الغربي لمارسيليا حيث ولد زيدان عام 1972

ولد زين الدين يزيد زيدان في 23 يونيو 1972 في لا كاستيلان، مارسيليا، في جنوب فرنسا. هو الأصغر بين خمسة أشقاء. زيدان مسلم من أصول قبايلية جزائرية. هاجر والداه، إسماعيل ومليكة، إلى باريس من قرية أجيمون في منطقة القبائل الناطقة باللغة الأمازيغية في شمال الجزائر في عام 1953 قبل اندلاع ثورة التحرير الجزائرية. وجدت العائلة، التي استقرت في المناطق الشمالية الصعبة في المدينة باربيس وسان دوني، القليل من العمل في المنطقة، وفي منتصف الستينيات انتقلت إلى ضاحية لا كاستيلان الشمالية في مارسيليا في الدائرة السادسة عشرة من مرسيليا.

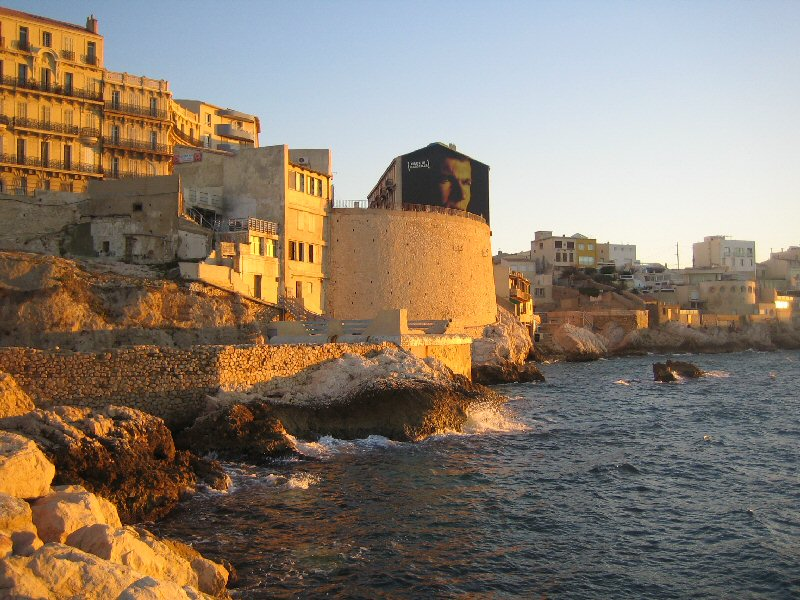
لاكورنيش، طريق ساحلي على طول ساحل مارسيليا، مع جدارية لزيدان على الحائط

كان والده يعمل كعامل مستودع وحارس ليلي في متجر متعدد الأقسام، غالبًا في الفترة الليلية، بينما كانت والدته ربة منزل. عاشت العائلة حياة مريحة بشكل معقول وفقًا لمعايير الحي، الذي اشتهر في جميع أنحاء مارسيليا بجرائمه ومعدلات البطالة المرتفعة. يعزو زيدان الفضل في تربيته الصارمة ووالده على أنهما «الضوء الهادي» في حياته المهنية.
كان ذلك في كاستيلان حيث كان لزيدان أول مشاركة في كرة القدم، وانضم إليهم في سن الخامسة في ألعاب كرة القدم التي لعبها أطفال الجوار في ساحة تارتان، وهي ساحة بمساحة 80×12 ياردة كانت بمثابة الساحة الرئيسية للمجمع السكني. في يوليو 2011، اختار زيدان لاعبي مارسيليا السابقين بلاش سليشكوفيتش وإنزو فرانسيسكولي وجان بيير بابان كقدوة له أثناء نشأته. في سن العاشرة، حصل زيدان على أول رخصة لاعب له بعد انضمامه إلى فريق الناشئين في ناد محلي من كاستيلان باسم يو أس سان هنري. بعد أن أمضى عام ونصف في سان هنري يو أس، انضم زيدان إلى فريق أس أو سبتيم ليه فالون عندما أقنع روبرت سينتينيرو مدرب فريق سيبتيم مدير النادي بجلب زيدان. بقي زيدان مع سبتيم حتى سن الرابعة عشرة، وفي ذلك الوقت تم اختياره لحضور معسكر تدريبي لمدة ثلاثة أيام في المركز الإقليمي للرياضة والتربية البدنية في آكس أون بروفانس، أحد معاهد كرة القدم العديدة التي تديرها من قبل الاتحاد الفرنسي لكرة القدم. هنا تم رصد زيدان من قبل كشاف نادي كان واللاعب السابق جان فارود، الذي أوصى به إلى مدير مركز التدريب بالنادي. عندما كان يبلغ من العمر 14 عامًا يشاهد كأس العالم 1986، ترك أداء دييغو مارادونا بصمة لا تمحى عليه، حيث قال زيدان إن مارادونا «كان في مستوى آخر».

## مسيرته الكروية

### كان
كان ذلك هو المكان الذي لاحظ فيه المدربون الأوائل لزيدان أنه كان فظًا وحساسًا، وعرضة لمهاجمة الجماهير الذين أهانوا عرقه أو عائلته. شجعه مدربه الأول، جان فارود، على توجيه غضبه والتركيز على لعبته الخاصة. أمضى زيدان أسابيعه الأولى في كان بشكل أساسي في مهمة التنظيف كعقوبة للكم خصم سخر من أصوله في الحي اليهودي. تشكل العنف العرضي الذي كان يظهره طوال مسيرته المهنية من خلال صراع داخلي لكونه جزائريًا فرنسيًا معلقًا بين الثقافات، والبقاء على قيد الحياة في شوارع لا كاستيلان الصعبة حيث نشأ.
ذهب زيدان إلى نادي كان لمدة ستة أسابيع، لكنه انتهى به الأمر بالبقاء في النادي لمدة أربع سنوات للعب على المستوى الاحترافي. بعد أن ترك عائلته للانضمام إلى مدينة كان، دعاه مدير مدينة كان جان كلود إيلينو لمغادرة المهجع الذي كان يتقاسمه مع 20 متدربًا آخر والقدوم والبقاء معه ومع أسرته. قال زيدان في وقت لاحق أنه أثناء العيش مع الإلينيوس وجد التوازن.
لعب زيدان أول مباراة احترافية له مع نادي كان في 18 مايو 1989 في مباراة بالدوري الفرنسي ضد نانت. سجل هدفه الأول للنادي في 10 فبراير 1991 أيضًا ضد نانت في الفوز 2–1. بعد المباراة التي أقيمت خلال حفلة لجميع لاعبي كان، حصل زيدان على سيارة من قبل رئيس كان آلان بيدريتي، الذي وعده في اليوم الذي سجل فيه هدفه الأول للنادي. على أرض الملعب، أظهر زيدان تقنية غير عادية على الكرة، وقدم لمحات عن الموهبة التي من شأنها أن تأخذه إلى قمة اللعبة العالمية. في أول موسم كامل له مع كان، حصل النادي على أول مركز أوروبي له على الإطلاق بالتأهل لكأس الاتحاد الأوروبي بعد حصوله على المركز الرابع في الدوري. لا يزال هذا هو أعلى إنجاز للنادي في دوري الدرجة الأولى منذ هبوطه للمرة الأولى من الدرجة الأولى في موسم 1948–49.

### بوردو
انتقل زيدان إلى بوردو في موسم 1992–93، وفاز بكأس إنترتوتو 1995 بعد فوزه على كارلسروه، وحصل على المركز الثاني أمام بايرن ميونخ في كأس الاتحاد الأوروبي 1995–95، في أربع سنوات مع النادي. كون مجموعة مميزة في خط الوسط مع بيسنتي ليزارازو وكريستوف دوغاري، والذين سيصبحون الأساسيين لكل من بوردو والمنتخب الفرنسي 1998. في عام 1995، أعرب كيني دالغليش، مدرب بلاكبيرن روفرز، عن اهتمامه بالتعاقد مع كل من زيدان ودوغاري، ورد عليه مالك النادي جاك ووكر «لماذا تريد التعاقد مع زيدان عندما يكون لدينا تيم شيروود؟» أيضًا في بداية موسم 1996، وفقًا لوكيل كرة القدم باري سيلكمان، عُرض زيدان على نيوكاسل يونايتد مقابل 1.2 مليون جنيه إسترليني، لكن النادي رفض العرض بعد مشاهدته، بدعوى أنه لم يكن جيدًا بما يكفي لدوري الدرجة الأولى الإنجليزية. في عام 1996، حصل زيدان على جائزة أفضل لاعب في الدوري الفرنسي.

### يوفنتوس
بعد سلسلة من العروض البارزة لكل من بوردو وفرنسا، قُدّم لزيدان عروضاً للانضمام إلى أفضل الأندية الأوروبية في ربيع عام 1996، حيث قرر الانتقال إلى يوفنتوس الفائز بدوري أبطال أوروبا خلال الموسم الماضي. كان تأثير زيدان في إيطاليا فوريًا، حيث فاز بلقب الدوري الإيطالي 1996–97 وكأس الإنتركونتيننتال 1996. حصل على لقب أفضل لاعب أجنبي في الدوري الإيطالي في موسمه الأول. شهد مكانة زيدان المتنامية في الرياضة اختياره في التشكيلة الأوروبية لمواجهة نجوم العالم – التي تضم في خط الهجوم كلًّا من رونالدو وغابرييل باتيستوتا – في ديسمبر 1997.
بصفته صانع الألعاب في يوفنتوس، لعب زيدان خلف المهاجم أليساندرو دل بييرو مباشرة، مع قول ديل بييرو، «كان لزيدان موهبة غير عادية، مما ساهم في اهتمامه الوحيد بمساعدة الفريق. لم يكن لاعبًا أنانيًا. كان لديه قدرة فريدة على أن يكون رائعًا وأن يكون لاعبًا جماعيًا. كنت محظوظا باللعب معه.» خسر في نهائي دوري أبطال أوروبا 1997 3–1 أمام بوروسيا دورتموند عندما لم يكن قادرًا على ترك انطباع قوي ضد مراقبة بول لامبيرت.
في الموسم التالي، سجل زيدان سبعة أهداف في 32 مباراة في الدوري ليساعد يوفنتوس على الفوز بالدوري الإيطالي 1997–98 وبالتالي الاحتفاظ بالسكوديتو. في أوروبا، شارك يوفنتوس للمرة الثالثة على التوالي في نهائي دوري أبطال أوروبا، لكنه خسر المباراة 1–0 أمام ريال مدريد. في عام 1998، حصل زيدان على جائزة أفضل لاعب كرة قدم في العالم 1998 من الفيفا، وفاز بجائزة الكرة الذهبية. احتل يوفنتوس المركز الثاني في الدوري الإيطالي 2000–01، لكن تم إقصاؤه من دور المجموعات بدوري أبطال أوروبا، بعد أن تم إيقاف زيدان بسبب نطحه ليوشين كينتز لاعب هامبورغ. في عام 2001، حصل زيدان على جائزة أفضل لاعب أجنبي في الدوري الإيطالي للمرة الثانية.

### ريال مدريد

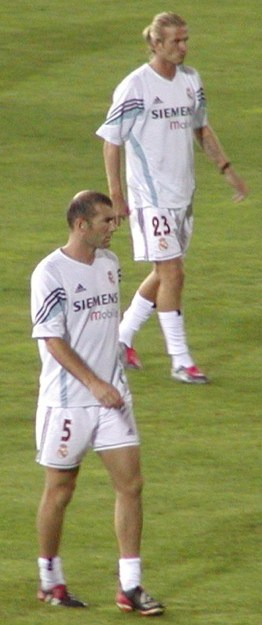
زيدان مع زميله ديفيد بيكهام في 2003

في عام 2001، انضم زيدان إلى ريال مدريد مقابل رسوم قياسية عالمية قدرها 150 مليار ليرة إيطالية (حوالي 77.5 مليون يورو بسعر الصرف الثابت، و12.8 مليار بيزيتا) على أقساط، ووقع عقدًا لمدة أربع سنوات. أحدث إضافة لجيل الغالاكتيكوس، في موسمه الأول في النادي سجل زيدان هدفًا مشهورًا في نهائي دوري أبطال أوروبا 2002؛ حيث قادم بتسديد كرة بقدمه اليسرى الأضعف من حافة مربع الـ18 ياردة، في فوز مدريد 2–1 على باير ليفركوزن. تم الإشادة بالهدف كواحد من أعظم الأهداف في تاريخ دوري أبطال أوروبا. شهد حجم الصدمة أن يقوم زيدان بأحد أكثر احتفالاته العاطفية بالأهداف، حيث ركض نحو خط التماس وهو يصرخ من الفرح.
في الموسم التالي، ساعد زيدان ريال مدريد على الفوز بلقب الدوري الإسباني 2002–03، وبدور رئيسي بجانب لويس فيغو في خط الوسط، وحصل على جائزة أفضل لاعب كرة قدم في العالم. في عام 2004، صوته له الجماهير كأفضل لاعب كرة قدم أوروبي في الخمسين عامًا الماضية في استطلاع اليوبيل الذهبي للاحتفال بالذكرى الخمسين للاتحاد الأوروبي لكرة القدم.
بينما انهى زيدان الموسم الأخير له مع النادي بدون بطولة، تمتع بالنجاح على المستوى الشخصي بتسجيله أول هاتريك له، ضد إشبيلية، في الفوز 4–2 في يناير 2006. أنهى الموسم مع ريال مدريد باعتباره ثاني أفضل هداف ومرر تمريرات حاسمة خلف زملائه في الفريق رونالدو وديفيد بيكهام على التوالي، بتسعة أهداف وعشر تمريرات حاسمة في 28 مباراة. في 7 مايو 2006، لعب زيدان، الذي أعلن عن خططه للاعتزال بعد نهائيات كأس العالم 2006، مباراة الوداع وسجل في التعادل 3–3 ضد فياريال. ارتدى الفريق القمصان التذكارية مع زيدان 2001–2006 تحت شعار النادي. ورفع 80 ألف مشجع داخل ملعب سانتياغو برنابيو لافتة كتب عليها «شكرا على السحر».
في عام 2012، شارك زيدان مع ريال مدريد في مباراة كل النجوم ضد مانشستر يونايتد مما أدى إلى فوز الريال 3–2. في أبريل 2013، اختاراته ماركا كلاعب ضمن «أفضل 11 أجنبيًا في تاريخ ريال مدريد».

## مسيرته الدولية
تعتبر كل من فرنسا والجزائر زيدان مواطنا له. ترددت شائعات بأن المدرب عبد الحميد كرمالي حرم زيدان من الحصول على مركز مع المنتخب الجزائري لأنه شعر أن لاعب الوسط الشاب لم يكن بالسرعة الكافية. ومع ذلك، نفى زيدان الشائعات في مقابلة في عام 2005، قائلاً إنه كان سيكون غير مؤهل للعب مع الجزائر لأنه لعب بالفعل مع فرنسا.
كان زيدان عضوًا في المنتخب الفرنسي تحت 21 سنة الذي فاز بميدالية برونزية في ألعاب البحر الأبيض المتوسط 1993 في لنكدوك روسيون. لعب مباراته الأولى مع فرنسا كبديل في مباراة ودية ضد التشيك في 17 أغسطس 1994، والتي انتهت بالتعادل 2–2 بعد أن سجل زيدان هدفين ليساعد فرنسا بعد التأخر 2–0. بعد أن تم إيقاف إيريك كانتونا لمدة عام في يناير 1995 لاعتدائه على مشجع، تولى زيدان مركز صانع الألعاب.

### يورو 1996
على الرغم من عدم تألقه خلال البطولة، وصلت فرنسا إلى دور الأربعة. لم يكن زيدان قد وضع نفسه كلاعب أساسي في المنتخب الفرنسي وكان مستواه متوسطًا تمامًا خلال البطولة بأكملها، لكنه تمكن من التسجيل في ركلات الترجيح في كل من ربع النهائي ونصف النهائي. أُقصيت فرنسا في نصف نهائي بطولة أمم أوروبا 1996 بركلات الترجيح ضد التشيك.

### كأس العالم 1998

بعد فوز فرنسا بكأس العالم، عُرضت صورة لزيدان على قوس النصر (في الصورة) مع عبارة «شكرا زيزو».

كانت كأس العالم 1998 أول كأس عالم يشارك فيها زيدان. أقيمت البطولة في موطنه فرنسا. فاز المنتخب الفرنسي بجميع المباريات الثلاث في دور المجموعات، حيث صنع زيدان هدف كريستوف دوغاري في المباراة الافتتاحية ضد جنوب أفريقيا من ركلة ركنية، وساهم في تسجيل هدف تييري هنري الافتتاحي في المباراة الثانية ضد السعودية. ومع ذلك، تم طرد زيدان في المباراة الأخيرة لتدخله على فؤاد أنور، ليصبح أول لاعب فرنسي يحصل على بطاقة حمراء في مباراة نهائيات كأس العالم. بدون صانع ألعابهم، تقدمت فرنسا بالفوز 1–0 في دور الستة عشر مباراة ضد باراغواي، وعند عودته، هزموا إيطاليا 4–3 بركلات الترجيح بعد التعادل السلبي في ربع النهائي. ثم هزمت فرنسا كرواتيا 2–1 في نصف النهائي. على الرغم من أن زيدان قد لعب دورًا في إنجازات الفريق، إلا أنه لم يسجل هدفًا حتى ذلك الوقت في كأس العالم.
واصل زيدان وفرنسا اللعب ضد حامل اللقب والمرشح المنتخب البرازيلي على ملعب فرنسا في نهائي كأس العالم 1998. سيطرت فرنسا على البرازيل منذ البداية، حيث سجل زيدان هدفين متشابهين، كلاهما برأسية من ركلات ركنية نفذهما إيمانويل بوتي ويوري دجوركاييف. بفضل هدفي زيدان، دخلت فرنسا في استراحة الشوط الأول متقدّمة 2–0 على بعد شوط واحد من الفوز بكأس العالم. أضاف بيتي الهدف الثالث في الوقت بدل الضائع ليحقق الفوز 3–0 وأول كأس عالم على الإطلاق لفرنسا. تم اختيار زيدان كأفضل لاعب في المباراة، وأصبح بطلاً قومياً فورياً وحصل على وسام جوقة الشرف في وقت لاحق من ذلك العام. اصطف أكثر من مليون شخص في شارع الشانزلزيه في باريس، وتركزت الاحتفالات حول قوس النصر.

### يورو 2000

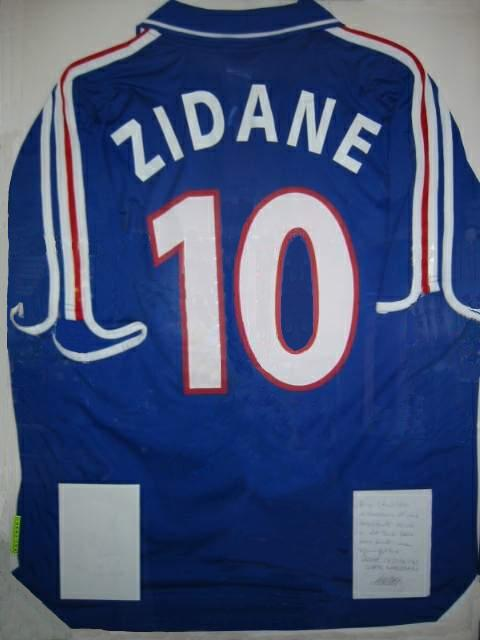
قميص زيدان الفرنسي من يورو 2000

بعد ذلك بعامين فازت فرنسا ببطولة أمم أوروبا 2000، لتصبح أول فريق يفوز بكأس العالم وبطولة أمم أوروبا منذ ألمانيا الغربية في عام 1974. وأنهى زيدان البطولة بهدفين، الأولى من ركلة حرة ضد إسبانيا في ربع النهائي والهدف الذهبي في نصف النهائي ضد البرتغال من ركلة جزاء. اختار الاتحاد الأوروبي لكرة القدم زيدان كأفضل لاعب في البطولة.
يعتقد زيدان نفسه أنه كان في ذروته خلال البطولة، بينما يقول موقع الاتحاد الأوروبي لكرة القدم: «في بلجيكا وهولندا، سيطر زيدان على بطولة كبرى بطريقة لم ينجح فيها أي لاعب منذ دييغو مارادونا في عام 1986. من المباراة الافتتاحية ضد الدنمارك إلى في المباراة النهائية ضد إيطاليا، تألق 'زيزو' بشكل لامع، وألقى سحره على خصومه بنقرات ذكية، وصعوده الساحر، وسباقاته المتعرجة، ورؤيته البارعة».

### كأس العالم 2002
بصفته حامل لقب كأس العالم وبطولة أمم أوروبا، دخلت فرنسا كأس العالم 2002 في اليابان وكوريا كمرشحين، لكن إصابة في الفخذ تعرض لها في مباراة إحماء قبل البطولة منعت زيدان من اللعب في أول مباراتين لفرنسا وبدون سحره للفريق الفرنسي فشل ليسجل في أي من المباراتين. تم إعادته إلى الوراء قبل الأوان للمباراة الثالثة على الرغم من عدم لياقته الكاملة، لكنه لم يستطع منع فرنسا من الإقصاء المخزي في دور المجموعات دون تسجيل هدف واحد؛ أسوأ أداء لبطل مدافع في تاريخ المسابقة.

### يورو 2004
في بطولة أمم أوروبا 2004، تصدرت فرنسا مجموعتها بفوزها على إنجلترا وسويسرا، قبل أن تخرج في ربع النهائي على يد اليونان البطل في نهاية البطولة في خسارة مفاجئة 1–0. في المباراة الافتتاحية ضد إنجلترا، سجل زيدان ركلة حرة وركلة جزاء في الوقت المحتسب بدل الضائع لتحويل الهزيمة الوشيكة إلى فوز 2–1. بعد أقصى فرنسا، قرر زيدان أن يعتزل اللعب على المستوى الدولي.

### كأس العالم 2006

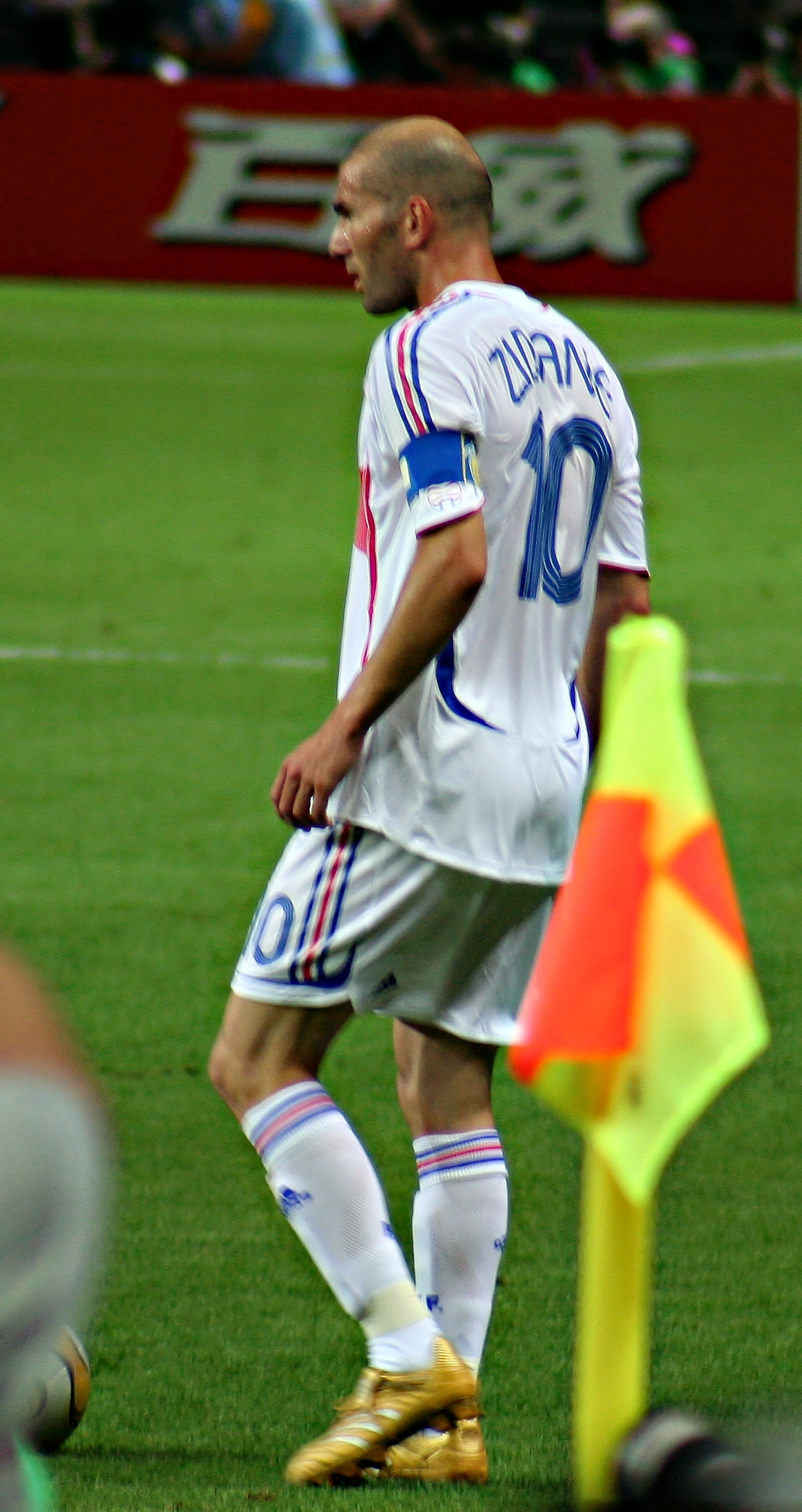
زيدان خلال نهائي كأس العالم 2006

مع الاعتزال الجماعي للاعبين المخضرمين مثل بيسنتي ليزارازو ومارسيل ديسايي وكلود ماكيليلي وليليان تورام، كافحت فرنسا من أجل التأهل إلى كأس العالم 2006. بناءً على طلب المدرب ريمون دومينيك، تراجع زيدان عن اعتزاله وأُعيد على الفور كقائد للفريق. زيدان، جنبا إلى جنب مع تورام وماكيليلي، حقق عودته الرسمية لفرنسا الفوز 3–0 على جزر فارو في 3 سبتمبر 2005. ساعد الثلاثي فرنسا على الصعود من المركز الرابع لصدارة مجموعتهم بالتصفيات. في 27 مايو 2006، لعب زيدان مباراته رقم 100 مع منتخب فرنسا في مباراة ودية انتهت بالفوز 1–0 أمام المكسيك، والتي كانت أيضًا آخر مباراة له على ملعب فرنسا. وأصبح زيدان رابع لاعب فرنسي يبلغ 100 مباراة دولية بعد ديسايي وتورام وديدييه ديشان.
كانت بداية فرنسا بطيئة لنهائيات 2006، وبعد إيقافه للمباراة الثالثة من دور المجموعات، عاد زيدان ليصنع هدفًا لباتريك فييرا ويسجل هدفًا بنفسه في مباراة الدور الثاني ضد إسبانيا. في ربع النهائي، نجحت فرنسا في تخطي حامل اللقب البرازيل في إعادة لنهائي 1998؛ حيث صنع زيدان الهدف الوحيد في المباراة لتييري هنري واختير كأفضل لاعب في المباراة من قبل الفيفا. واجهت فرنسا البرتغال في نصف النهائي، وكما حدث في بروكسل قبل ست سنوات، حسم زيدان المباراة من ركلة الجزاء وأرسل فرنسا إلى نهائي آخر.
بعد أن أعلن بالفعل اعتزاله بعد انتهاء عقده مع ريال مدريد في نهاية موسم 2005–06، عرف عالم كرة القدم بالفعل أن نهائي كأس العالم الثاني لزيدان سيكون آخر مباراة في مسيرته. بعد سبع دقائق من نهائي كأس العالم 2006 في برلين، وضع زيدان فرنسا في المقدمة بضربة جزاء على طريقة بانينكا ارتطمت بالعارضة وارتدت بقليل بعد خط المرمى، ليصبح رابع لاعب في تاريخ كأس العالم يسجل في نهائيين مختلفين، إلى جانب بيليه وبول برايتنر وفافا، بالإضافة إلى تعادله في المركز الأول مع فافا وبيليه وجيوف هورست بثلاثة أهداف نهائيات في كأس العالم. كاد أن يسجل الهدف الثاني خلال الشوط الأول من الأشواط الإضافية لكن رأسيته تصدى لها الحارس الإيطالي جانلويجي بوفون. ثم طُرد زيدان في الدقيقة 110 من المباراة بعد أن نطح برأسه صدر ماركو ماتيراتزي، لذلك لم يشارك في ركلات الترجيح التي فازت بها إيطاليا 5–3. كان هذا الطرد هو الرابع عشر في مسيرة زيدان الاحترافية، وانضم إلى الكاميروني ريغوبرت سونغ باعتبارهما اللاعبان الوحيدان الذان تم طردهم خلال بطولتين منفصلتين من كأس العالم. كما أصبح رابع لاعب يحصل على بطاقة حمراء في نهائي كأس العالم، بالإضافة إلى كونه أول لاعب يُطرد في الأشواط الإضافية. تصدرت تصرفات زيدان عناوين الصحف في جميع أنحاء العالم، بينما في فرنسا وصفت صحيفة لو فيغارو نطحته بأنها «مُشينة»، وتساءلت الصفحة الأولى من ليكيب، «ماذا يجب أن نقول لأطفالنا، الذين أصبحت لهم نموذجًا إلى الأبد؟ ... كيف يمكن أن يحدث هذا لرجل مثلك؟» تلقى زيدان استحسانًا لما قدمه من أداء خلال البطولة، حيث كتب بيب غوارديولا أنه يمارس تأثيرًا كبيرًا على الفريق لدرجة أن «فرنسا لم تكن غير منظمة أبدً». في اليوم التالي للنهائي، حصل زيدان على الكرة الذهبية كأفضل لاعب في البطولة.
عند عودته إلى فرنسا، امتلأ ميدان الكونكورد في باريس بالآلاف من المعجبين وهم يلوحون بالأعلام ويهتفون بإيقاعات «زيزو! زيزو!»، وتلقى تكريم من الرئيس الفرنسي جاك شيراك. عكست كلمات شيراك شعور الجمهور الفرنسي، حيث أُجريت استطلاعات الرأي في أعقاب الحادث مباشرة تظهر دعمًا لزيدان: قال 61٪ من الفرنسيين إنهم قد سامحوه بالفعل على أفعاله بينما قال 52٪ إنهم يتفهمونها. وفقا للصحفي الفرنسي فيليب أوكلير، فإن أداء زيدان في جولات خروج المغلوب «صُنّف من بين أفضل ما قدمه بالقميص الأزرق». بصفته أفضل لاعب في البطولة، أعطى زيدان الأمل للفريق، حيث ذكرت صحيفة ليبراسيون الفرنسية اليومية، «لمدة شهر، كانت فرنسا تحلم مع زيدان». ظل زيدان رمزًا للجمهور الفرنسي، وقال كاتب فرنسي: «من الجيد بالنسبة لنا أن نرى بطلنا القومي غير معصوم من الخطأ». تم الكشف لاحقًا من خلال المقابلات أن ماركو ماتيراتزي أهان أخت زيدان، مما أدى إلى غضب وردة فعل زيدان العنيفة. في عام 2010، قال زيدان إنه «يفضل الموت على الاعتذار» لماتيراتزي عن النطحة في المباراة النهائية، لكنه اعترف أيضًا بأنه «لم يكن بإمكانه العيش مع نفسه أبدًا» لو سُمح له بالبقاء في الملعب ومساعدة فرنسا على الفوز باللقب. قال لاحقًا، «إذا نظرت إلى البطاقات الحمراء الأربعة عشر التي حصلت عليها في مسيرتي، فإن اثنتي عشرة منها كانت نتيجة الاستفزاز. هذا ليس مبررًا، هذا ليس عذرًا، لكن شغفي، أعصابي ودمائي جعلتني أتفاعل».

لحظة طرد زيدان في نهائي كأس العالم 2006

بعد بطاقته الحمراء في النهائي، اعتزل زيدان من كرة القدم الاحترافية وأكد أنه لن يتراجع عن قراره. وحكم عليه من قبل الفيفا بالإيقاف ثلاث مباريات بسبب البطاقة الحمراء. وافق على إكمال ثلاثة أيام من خدمة المجتمع مع الأطفال في أحد مشاريع الفيفا الإنسانية. انتهى الأمر بزيدان بالتعادل مع كافو البرازيلي بالرقم القياسي لأكثر البطاقات التي تلقاها لاعب في مباريات كأس العالم بستة بطاقات.

## مسيرته التدريبية

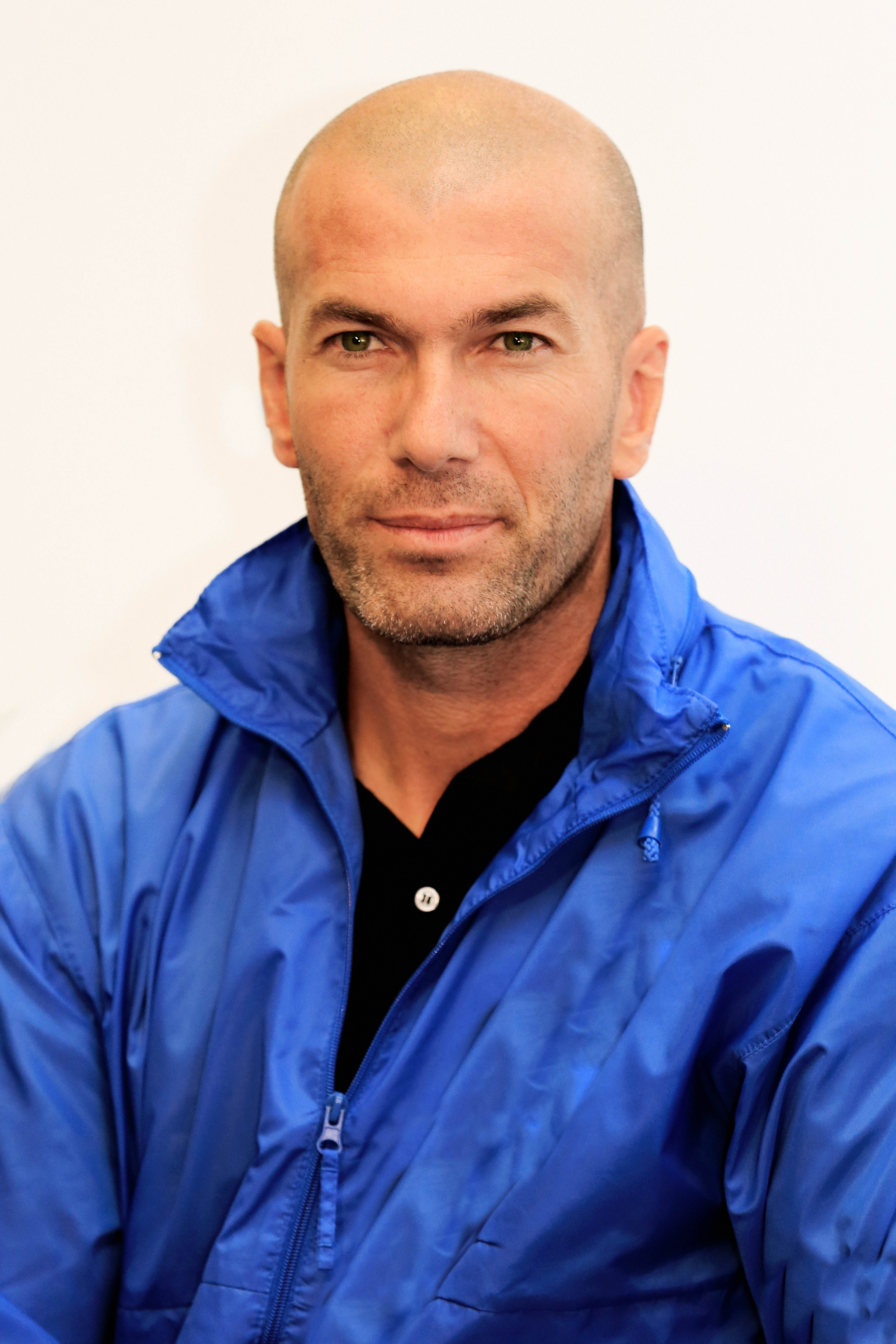
زيدان في 2013. كان مساعد مدرب ريال مدريد لموسم 2013–14.

في نوفمبر 2010، تم تعيين زيدان كمستشار خاص للفريق الأول لريال مدريد استجابة لنداء قدمه مدرب ريال مدريد آنذاك جوزيه مورينيو للاعب خط وسط ريال السابق للعمل بشكل وثيق مع الفريق. في دوره الجديد، كان من المتوقع أن يشارك زيدان في أحداث ووظائف دوري أبطال أوروبا، وكان من المقرر أيضًا أن يسافر مع الفريق الأول على أساس منتظم والمشاركة في التجمعات السابقة للمباراة والدورات التدريبية والاجتماعات مع المدرب الرئيسي. في يوليو 2011، أُعلن أنه سيصبح المدير الرياضي الجديد لريال مدريد. في عام 2013، تم تعيين زيدان مساعدًا للمدرب كارلو أنشيلوتي في ريال مدريد.

### ريال مدريد كاستيا
في يونيو 2014، أعلن ريال مدريد أن زيدان سيكون مدربًا لفريق ريال مدريد ب، ريال مدريد كاستيا. في 29 أغسطس، أبلغ مدير الكرة الاسبانية مركز تعليم المدربين، ميغيل جالان، أن زيدان عمل كمدرب رئيسي لريال مدريد كاستيا بدون شارات التدريب اللازمة. وفقًا لجالان، «لا يمكن لأي شخص له علاقة بعالم كرة القدم أن يجهل أن زيدان يتصرف كمدرب لريال مدريد كاستيا هذا الموسم. إنه أمر واقع تم قبوله على نطاق واسع، كما أظهرت تقارير وسائل الإعلام، و ريال مدريد لا ينفي ذلك.» بينما يشير التقرير الرسمي للمباراة الافتتاحية لكاستيا في الدرجة الثانية إلى سانتياغو سانشيز كمدرب للوس بلانكوس وزيدان كمساعد له، يقول جالان، «هذا التسلسل الهرمي موجود فقط على الورق. الحقيقة هي عكس ذلك تمامًا: زيدان هو من يعمل كمدرب رئيسي لريال مدريد كاستيا، بينما مع كل الاحترام الواجب له كزميل، فإن دور السيد سانشيز يتلخص أساسًا في تقديم الشارات.»

### ريال مدريد

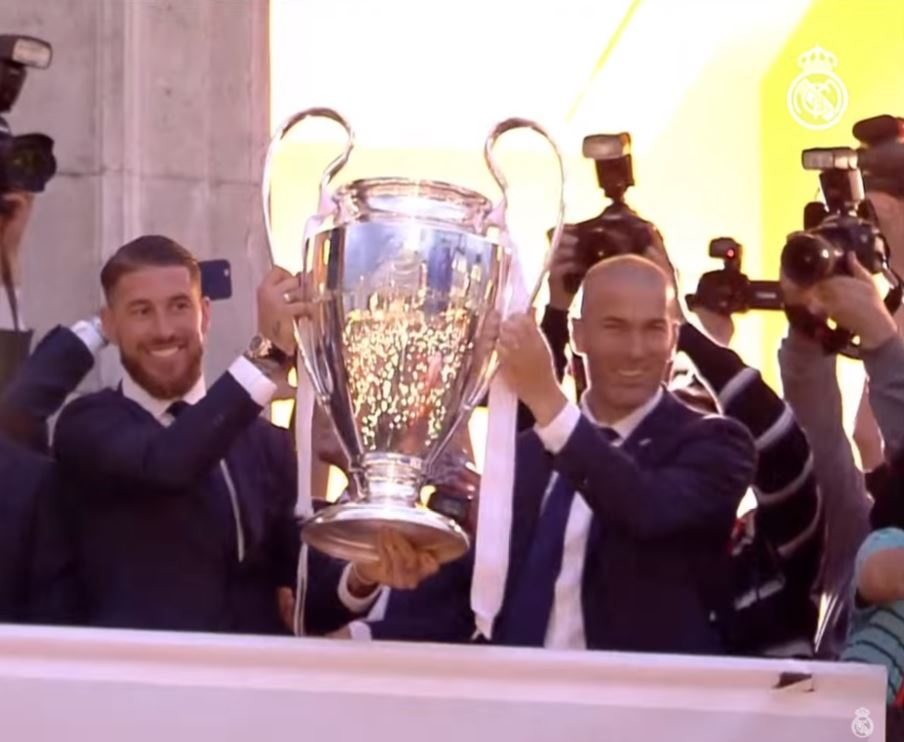
زيدان (يمين) مع قائد ريال مدريد سيرخيو راموس يرفع كأس دوري أبطال أوروبا 2016

في 4 يناير 2016، أعلن ريال مدريد إقالة المدرب رافاييل بينيتيز وفي نفس اليوم تم تعيين زيدان مدربًا جديدًا للنادي في عقد لمدة عامين ونصف. أقيمت أول مباراة له كمدرب جديد للنادي بعد خمسة أيام، عندما فاز ريال مدريد على ديبورتيفو لاكورونيا 5–0 في إحدى مباريات الدوري الإسباني. في أول كلاسيكو كمدرب، في 2 أبريل على كامب نو، قاد زيدان فريقه للفوز 2–1 على برشلونة لينهي برشلونة سلسلة اللاهزيمة في 39 مباراة للغريم.
في 4 مايو، قاد زيدان ريال مدريد إلى حجز مكان في نهائي دوري أبطال أوروبا 2016 بفوزه على مانشستر سيتي 1–0 في مجموع المباراتين. في الدوري الإسباني، احتل ريال مدريد المركز الثاني بفارق نقطة واحدة فقط عن برشلونة. في نهائي دوري أبطال أوروبا يوم 28 مايو، انتصر ريال مدريد على غريمة أتلتيكو مدريد بركلات الترجيح ليحصد اللقب الأوروبي الحادي عشر في تاريخ النادي. أصبح زيدان الرجل السابع الذي يفوز بكأس أوروبا (دوري أبطال أوروبا حاليًا) كلاعب ومدرب وثاني رجل (بعد ميغيل مونيوز) يفوز باللقب مع ريال مدريد كلاعب ومدرب، وأول مدرب فرنسي، باستثناء الفرنسي الأرجنتيني هيلينيو هيريرا، يفوز باللقب.

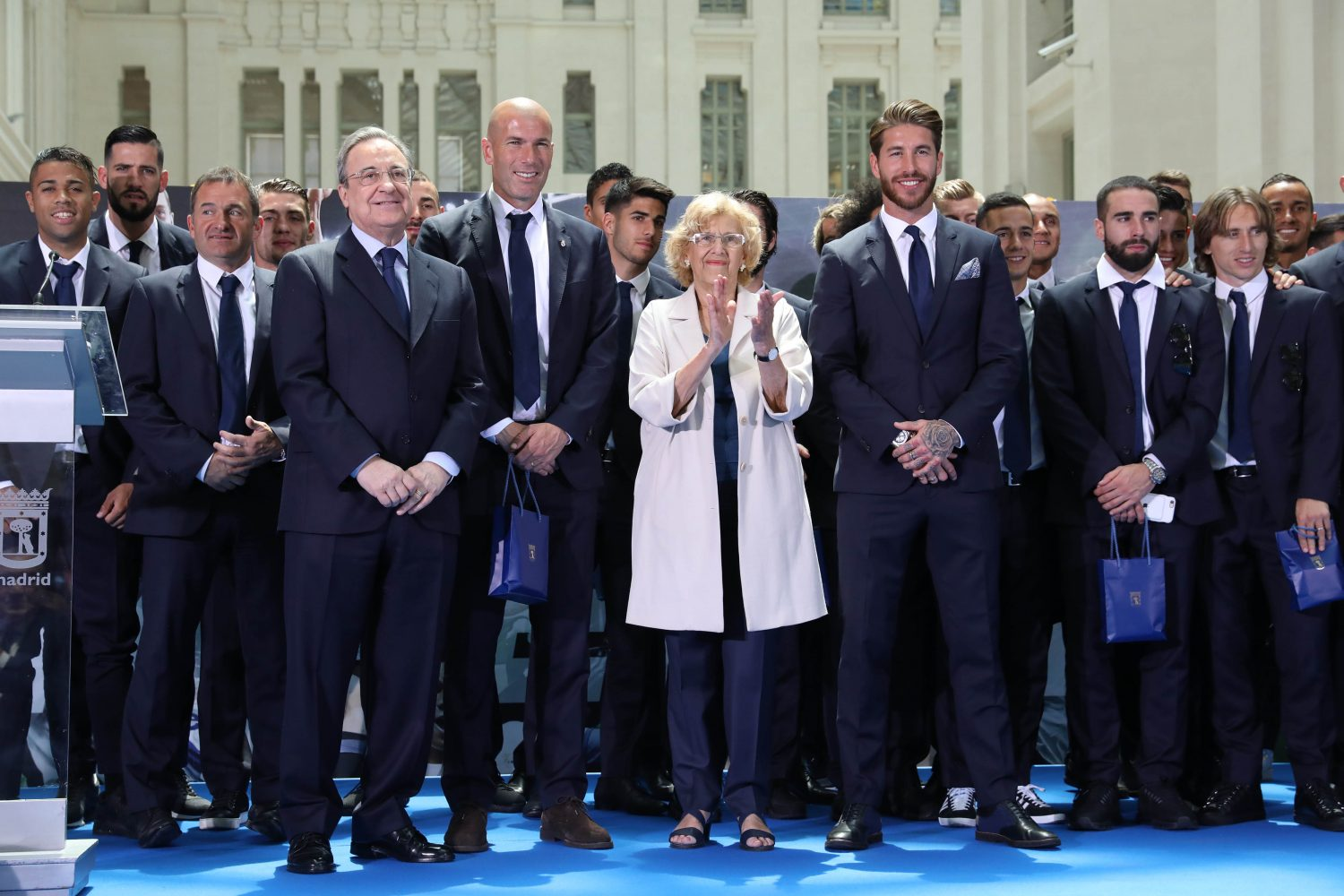
زيدان، مع لاعبيه في ريال مدريد، يقف على يمين عمدة مدريد مانويلا كارمينا بعد فوز ريال بلقب الدوري الإسباني رقم 33، مايو 2017

في أول موسم كامل له كمدرب، سجل ريال مدريد رقماً قياسياً للنادي في فوزه السادس عشر على التوالي بالدوري الإسباني بفوزه على إسبانيول 2–0 خارج أرضه في 18 سبتمبر 2016، متجاوزاً الرقم القياسي السابق البالغ 15 في 1960–61 ويعادل الرقم القياسي المتتالي في مجموعة الانتصارات المتتالية في الدوري الاسباني لبرشلونة في 2010–11. في 18 ديسمبر، فاز ريال مدريد على نادي كاشيما أنتلرز الياباني 4–2 في نهائي كأس العالم للأندية 2016، وسجل كريستيانو رونالدو هاتريك.
في 12 يناير 2017، تعادل ريال مدريد مع إشبيلية في مباراة الإياب من دور الـ16 لكأس الملك، جعله يفوز بمباراته الأربعين على التوالي دون خسارة – ليحقق رقماً قياسياً إسبانيًا جديدًا، متغلبًا على رقم لويس إنريكي في 39 مباراة دون هزيمة مع برشلونة. قاد زيدان في وقت لاحق مدريد إلى الفوز بلقب الدوري الإسباني، وهو رقم 33 في تاريخ النادي، بفوزه على ملقا 2–0.
في 3 يونيو 2017، قاد زيدان ريال مدريد للفوز بنتيجة 4–1 على يوفنتوس الإيطالي في نهائي دوري أبطال أوروبا 2017 في كارديف ليحقق لقب دوري أبطال أوروبا الثاني عشر في تاريخ النادي. كان هذا الانتصار يعني أن ريال مدريد أصبح أول فريق على الإطلاق يفوز بدوري أبطال أوروبا (النسخة الحديثة) مرتين متتاليتين، بالإضافة إلى تحقيق أول ثنائية لزيدان كمدرب، والأول للنادي منذ 1956–57. مع فوز ريال مدريد بدوري أبطال أوروبا، أصبح زيدان ثاني مدرب فقط يفوز بدوري أبطال أوروبا في أول موسمين له في كمدرب، إلى جانب مدرب ريال مدريد خوسيه فيلالونغا.
وفاز لاحقًا بكأس السوبر الأوروبي 2017 2–1 ضد مانشستر يونايتد في 8 أغسطس. هذا يعني أن زيدان كان أول مدرب يفوز بكأس السوبر الأوروبي على التوالي منذ أريغو ساكي في ميلان عام 1990. بعد خمسة أيام، فاز ريال مدريد على برشلونة في كامب نو 1–3 في ذهاب كأس السوبر الإسباني 2017. بعد ثلاثة أيام، فاز ريال مدريد في مباراة الإياب 2–0، 5–1 في مجموع المباراتين، حيث أنهى تهديف برشلونة المتتالي في الكلاسيكو. ربط هذا اللقب زيدان ببفيسنتي ديل بوسكي كثالث أنجح مدرب لريال مدريد برصيد 7 ألقاب، بفارق لقب واحد عن لويس مولوني، لكن لا يزال بعيدًا عن ميغيل مونيوز بسبعة ألقاب. شهد نجاح زيدان فوزه بجائزة أفضل مدرب كرة قدم في 2017. في ديسمبر 2017، فاز زيدان ببطولته الثامنة كمدرب عندما تغلب ريال على غريميو في كأس العالم للأندية 2017 في الإمارات العربية المتحدة. في 26 مايو، فاز زيدان بدوري أبطال أوروبا للمرة الثالثة على التوالي، بفوزه على ليفربول 3–1 في النهائي. أصبح أحد ثلاثة مدربين، إلى جانب بوب بيزلي وكارلو أنشيلوتي، فازوا بدوري أبطال أوروبا ثلاث مرات، بينما أصبح أيضًا أول مدرب يفوز باللقب في ثلاثة مواسم متتالية.
في 31 مايو، بعد خمسة أيام من نهائي دوري أبطال أوروبا، أعلن زيدان استقالته من منصبه كمدرب لريال مدريد، مشيرًا إلى «حاجة النادي للتغيير» كأساس منطقي لرحيله.

### عودته لريال مدريد
بعد بعض النتائج السيئة لريال مدريد في الأشهر التي تلت رحيل زيدان – وبلغت ذروتها بالإقصاء من الدور نصف النهائي لكأس ملك إسبانيا على أرضه أمام برشلونة، وخسارة في الدوري أمام نفس الخصم في نفس المكان مما وسع الفجوة إلى 12 نقطة بين الناديين، وهزيمة غير متوقعة 4–1 أمام أياكس في دوري أبطال أوروبا، مما أدى إلى نهاية سلسلة طويلة من النجاح المتتالي في تلك البطولة، كل ذلك في غضون أسبوع – زميله السابق سانتياغو سولاري (الذي كان في هذا المنصب لمدة خمسة أشهر فقط، بعد إقالة جولين لوبيتيغي لفترة وجيزة بنفس القدر من المسؤولية) وعاد زيدان كمدرب لريال مدريد في 11 مارس 2019، بعقد حتى صيف 2022.
في 16 يوليو 2020، فاز زيدان بالدوري للمرة الثانية في مسيرته الإدارية. وقد رحبت وسائل الإعلام الدولية والإسبانية بعقليته الجماعية، حيث حطم ريال مدريد العديد من الأرقام القياسية، بما في ذلك عدد الهدافين من الفريق الواحد خلال الموسم والحفاظ على أقل عدد أهداف تلقوها في الدوري منذ 30 عامًا، حيث تمكن 21 من لاعبيه من التسجيل خلال الدوري الإسباني لموسم 2019–20. في 27 مايو 2021، أعلن نادي ريال مدريد عبر بيان رسمي أن زيدان قرر إنهاء مسيرته الحالية كمدرب للنادي. وقال النادي: «يجب علينا احترام قراره وإبداء تقديرنا له وامتناننا لمهنيته وتفانيه وشغفه على مدار السنوات الماضية، ولكل ما يمثله ويعنيه بالنسبة لريال مدريد.» كما أضاف: «زيدان هو أحد أعظم أساطير ريال مدريد وإرثه الأسطوري يتجاوز آفاق كونه مدرباً ولاعباً في نادينا.» واختتم قائلًا: «يعرف زيدان أنه في قلب ريال مدريد وأن ريال مدريد هو، وسيظل دائماً، منزله.»

## في الثقافة الشعبية

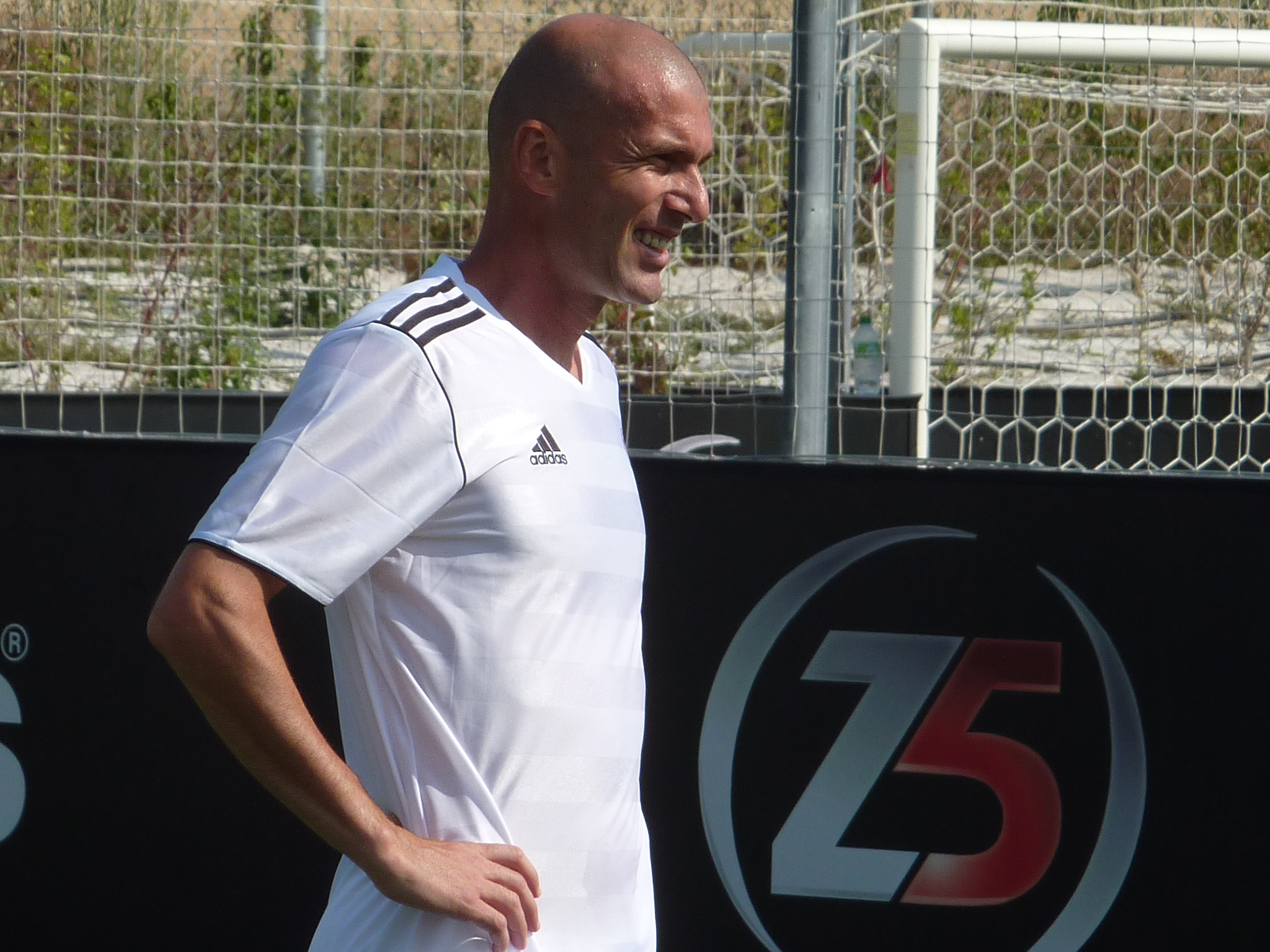
Z5 Group Zidane هو مجمع رياضي يتكون من خمسة ملاعب كرة قدم جانبية برعاية أديداس

حصل زيدان على صفقات مع العديد من الشركات، بما في ذلك أديداس وليغو وفرانس تليكوم وأورنج وأودي وفولفيك وكريستيان ديور. أكسبته صفقات الرعاية هذه 8.6 مليون يورو بالإضافة إلى راتبه البالغ 6.4 مليون يورو في ريال مدريد في عام 2006، بإجمالي 15 مليون يورو (20.4 مليون دولار)، مما جعله سادس أعلى لاعب كرة قدم دخلًا. في عام 2004، أدرجت مجلة فوربس أرباحه البالغة 15.8 مليون دولار للأشهر الـ12 السابقة. في مايو 2010، ظهر زيدان في إعلان تجاري للوي فيتون، ولعب في مباراة كرة قدم مع بيليه ودييغو مارادونا. يظهر زيدان كنجم غلاف للنسخة الأعلى من لعبة الفيديو فيفا 20.

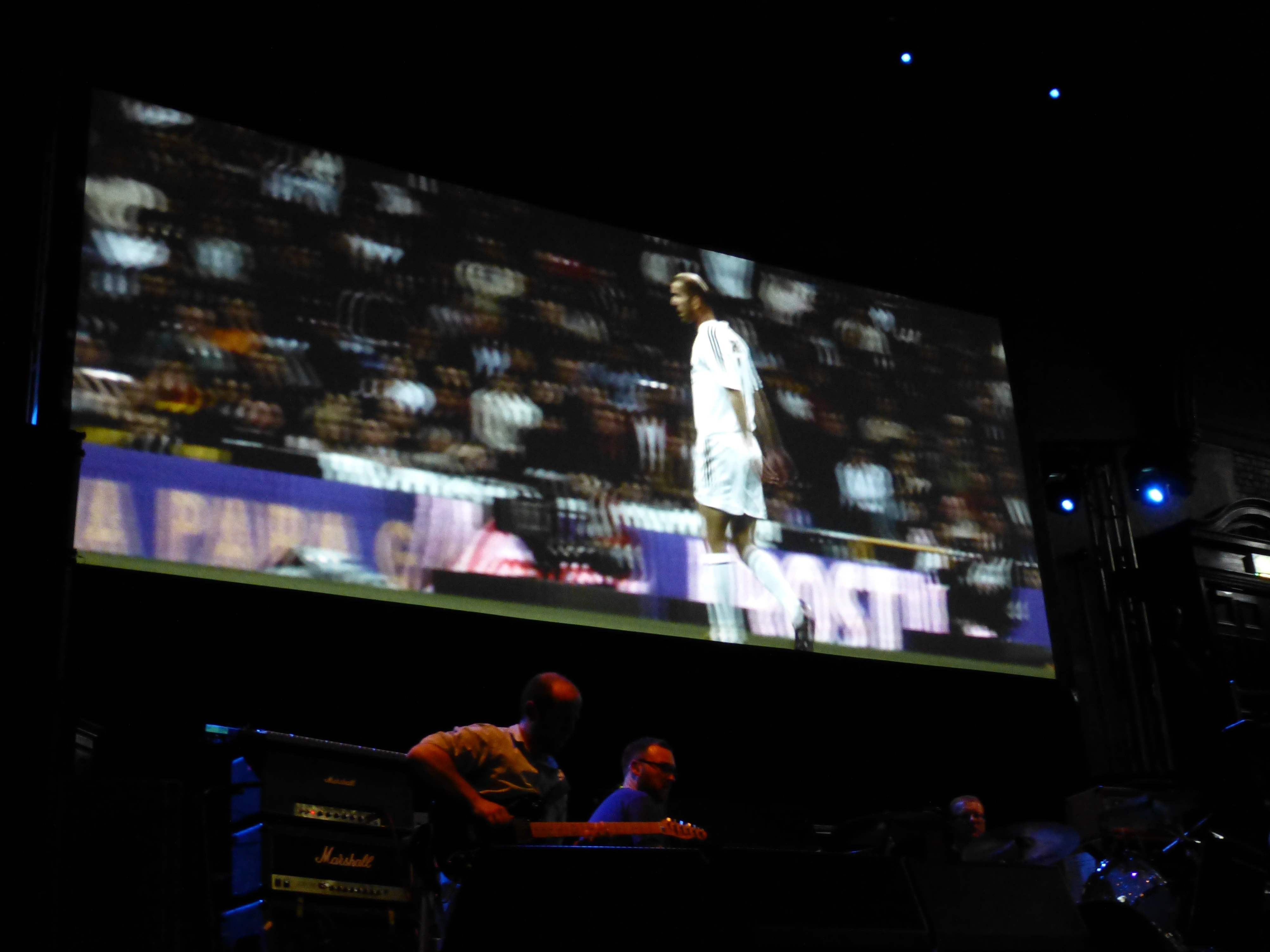
عرض فيلم زيدان: فيلم وثائقي عن صورة القرن الحادي والعشرين في ألبرت هول في مانشستر، مع فرقة الروك موغواي، التي قدمت الموسيقى التصويرية، على خشبة المسرح

في عام 2005، صوّر صانعا الأفلام فيليب بارينو ودوغلاس جوردون فيلمًا وثائقيًا زيدان: صورة القرن الحادي والعشرين، الذي يتبع زيدان خلال مباراة كاملة، تم تصويره باستخدام 17 كاميرا. قدمت فرقة موغواي الاسكتلندية الموسيقى التصويرية. كان الفيلم الوثائقي جزءًا من مهرجان الفيلم الوثائقي ذو الإطار الكامل لعام 2009.
في نوفمبر 2006، قام زيدان بجولة في بنغلاديش ضيفًا على محمد يونس الحائز على جائزة نوبل للسلام. كما زار مسقط رأس والديه الجزائريين والتقى بالرئيس الجزائري عبد العزيز بوتفليقة الذي استقبله رسمياً. في عام 2012، كشف الفنان الجزائري عادل عبد الصمد عن تمثال برونزي يصور نطحة زيدان لماركو ماتيراتزي في نهائي كأس العالم 2006.
في 5 نوفمبر 2006، ظهر زيدان في المسلسل الكوميدي الأمريكي فاميلي غاي، حيث شوهد وهو ينطح سيدة عجوز في حلقة «إنقاذ الجندي برايان» كمحاكة ساخرة من نطحته لماتيراتزي. كانت هذه النطحة سيئة السمعة أيضًا موضوعًا لمقال غنائي للروائي البلجيكي جان فيليب توسان بعنوان حزن زيدان (2006).
في عام 2010، ظهرت لقطات لزيدان في الفيديو الموسيقي «واكا واكا» لشاكيرا، والذي يظهر احتفاله بفوز فرنسا بكأس العالم 1998. في عام 2014، تعاون مقدم البرامج الرياضية الأسترالي ليه موراي مع فرقة فودفيل سماش وأدى أغنية تحية لزيدان، الفيديو المصاحب لأربعة لاعبي كرة قدم يؤدون حيل بالكرة في أقنعة زيدان، ينتهي أحدهم بنطح حارس ليلي. في عام 2016، صُنف زيدان كواحد من أكثر 500 مسلم نفوذاً في العالم من قبل المركز الملكي للبحوث والدراسات الإسلامية في الأردن، والذي أشار إلى أن «شخصية زيدان المتواضعة جعلته محبوبًا لدى عامة الناس».

## حياته الشخصية

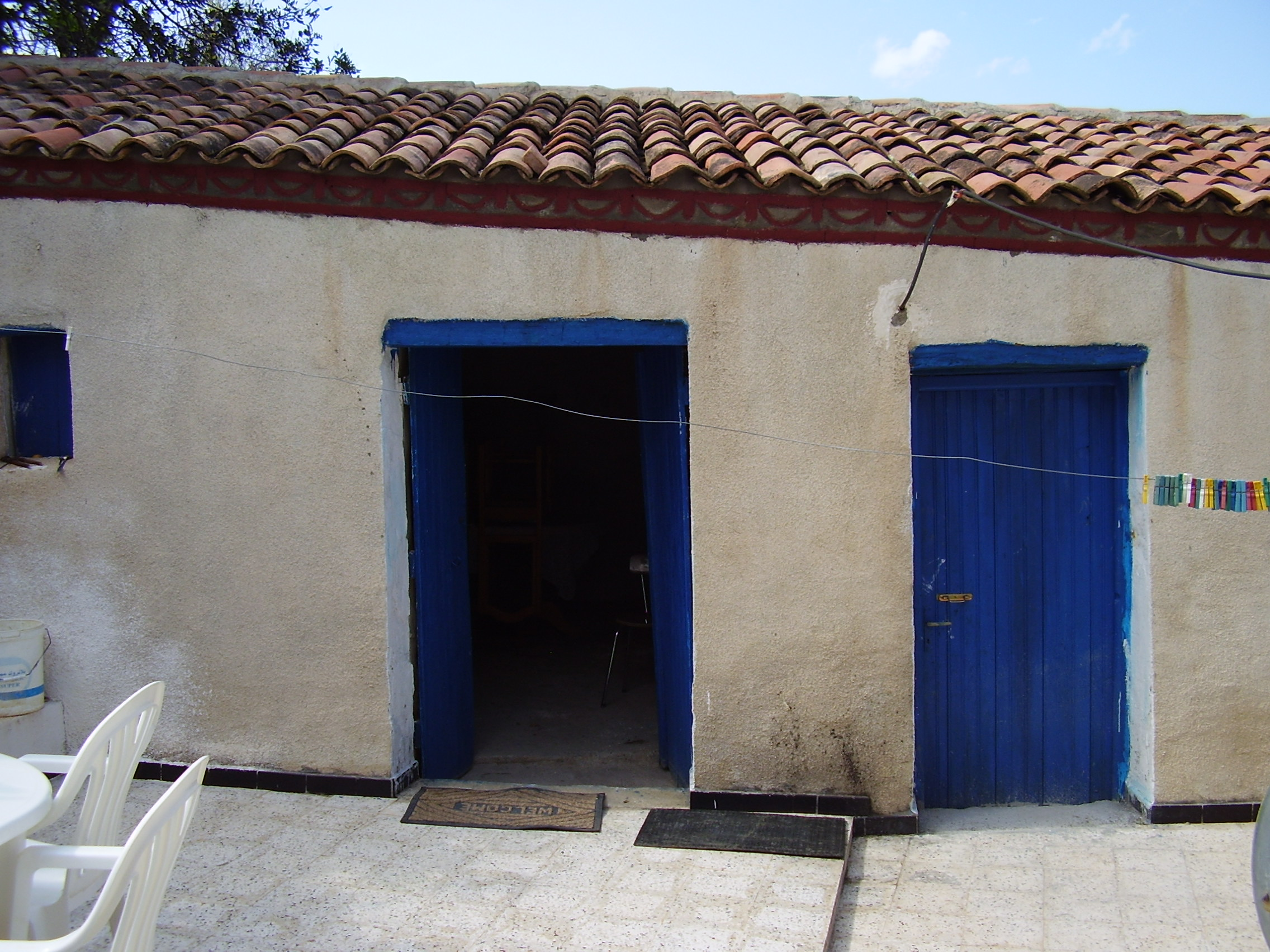
منزل والدا زيدان في قرية أجيمون السليمان بالجزائر

في سن ال 17، التقى زيدان بزوجته المستقبلية، فيرونيك فيرنانديز (ولدت في أفيرون من أصل إسباني)، بينما كان يلعب لمدينة كان في موسم 1988–89. تزوجا عام 1994 ولديهما أربعة أبناء: إنزو زيدان فرنانديز (من مواليد 24 مارس 1995)، ولوكا زيدان فرنانديز (مواليد 13 مايو 1998)، وثيو زيدان فرنانديز (مواليد 18 مايو 2002) وإلياس زيدان (من مواليد 26 ديسمبر 2005).
في 12 يوليو 2019، توفي شقيقه الأكبر فريد بمرض السرطان عن عمر يناهز 54 عامًا.

## الإحصائيات

### كلاعب

#### النادي
| أرقام الأندية | أرقام الأندية | أرقام الأندية   | الدوري | الدوري | الكأس       | الكأس       | القارية | القارية | المجموع | المجموع |
| الموسم        | النادي        | الدوري          | لعب    | سجل    | لعب         | سجل         | لعب     | سجل     | لعب     | سجل     |
| فرنسا         | فرنسا         | فرنسا           | الدوري | الدوري | كأس فرنسا   | كأس فرنسا   | أوروبا  | أوروبا  | المجموع | المجموع |
| ------------- | ------------- | --------------- | ------ | ------ | ----------- | ----------- | ------- | ------- | ------- | ------- |
| 1988–89       | كان           | الدوري الفرنسي  | 2      | 0      | 0           | 0           | –       | –       | 2       | 0       |
| 1989–90       | كان           | الدوري الفرنسي  | 0      | 0      | 0           | 0           | –       | –       | 0       | 0       |
| 1990–91       | كان           | الدوري الفرنسي  | 28     | 1      | 3           | 0           | –       | –       | 31      | 1       |
| 1991–92       | كان           | الدوري الفرنسي  | 31     | 5      | 3           | 0           | 4       | 0       | 38      | 5       |
| 1992–93       | بوردو         | الدوري الفرنسي  | 35     | 10     | 4           | 1           | –       | –       | 39      | 11      |
| 1993–94       | بوردو         | الدوري الفرنسي  | 34     | 6      | 3           | 0           | 6       | 2       | 43      | 8       |
| 1994–95       | بوردو         | الدوري الفرنسي  | 37     | 6      | 4           | 1           | 4       | 1       | 45      | 8       |
| 1995–96       | بوردو         | الدوري الفرنسي  | 33     | 6      | 1           | 0           | 15      | 6       | 49      | 12      |
| إيطاليا       | إيطاليا       | إيطاليا         | الدوري | الدوري | كأس إيطاليا | كأس إيطاليا | أوروبا  | أوروبا  | المجموع | المجموع |
| 1996–97       | يوفنتوس       | الدوري الإيطالي | 29     | 5      | 2           | 0           | 10      | 2       | 41      | 7       |
| 1997–98       | يوفنتوس       | الدوري الإيطالي | 32     | 7      | 5           | 1           | 11      | 3       | 48      | 11      |
| 1998–99       | يوفنتوس       | الدوري الإيطالي | 25     | 2      | 5           | 0           | 10      | 0       | 40      | 2       |
| 1999–2000     | يوفنتوس       | الدوري الإيطالي | 32     | 4      | 3           | 1           | 6       | 0       | 41      | 5       |
| 2000–01       | يوفنتوس       | الدوري الإيطالي | 33     | 6      | 2           | 0           | 4       | 0       | 39      | 6       |
| إسبانيا       | إسبانيا       | إسبانيا         | الدوري | الدوري | كأس الملك   | كأس الملك   | أوروبا  | أوروبا  | المجموع | المجموع |
| 2001–02       | ريال مدريد    | الدوري الإسباني | 31     | 7      | 9           | 2           | 9       | 3       | 49      | 12      |
| 2002–03       | ريال مدريد    | الدوري الإسباني | 33     | 9      | 1           | 0           | 14      | 3       | 48      | 12      |
| 2003–04       | ريال مدريد    | الدوري الإسباني | 33     | 6      | 7           | 1           | 10      | 3       | 50      | 10      |
| 2004–05       | ريال مدريد    | الدوري الإسباني | 29     | 6      | 1           | 0           | 10      | 0       | 40      | 6       |
| 2005–06       | ريال مدريد    | الدوري الإسباني | 29     | 9      | 5           | 0           | 4       | 0       | 38      | 9       |
| البلد         | فرنسا         | فرنسا           | 200    | 34     | 18          | 2           | 29      | 9       | 247     | 45      |
| البلد         | إيطاليا       | إيطاليا         | 151    | 24     | 17          | 2           | 41      | 5       | 209     | 31      |
| البلد         | إسبانيا       | إسبانيا         | 155    | 37     | 23          | 3           | 47      | 9       | 225     | 49      |
| المجموع       | المجموع       | المجموع         | 506    | 95     | 58          | 7           | 117     | 23      | 681     | 125     |

#### المنتخب
| المنتخب الوطني | العام   | الظهور | الأهداف |
| -------------- | ------- | ------ | ------- |
| فرنسا          | 1994    | 2      | 2       |
| فرنسا          | 1995    | 6      | 2       |
| فرنسا          | 1996    | 12     | 1       |
| فرنسا          | 1997    | 8      | 1       |
| فرنسا          | 1998    | 15     | 5       |
| فرنسا          | 1999    | 6      | 1       |
| فرنسا          | 2000    | 13     | 4       |
| فرنسا          | 2001    | 8      | 2       |
| فرنسا          | 2002    | 9      | 1       |
| فرنسا          | 2003    | 7      | 3       |
| فرنسا          | 2004    | 7      | 4       |
| فرنسا          | 2005    | 5      | 2       |
| فرنسا          | 2006    | 10     | 3       |
| المجموع        | المجموع | 108    | 31      |

### كمدرب
آخر تحديث 22 مايو 2021.
| الفريق            | من            | إلى           | السجل | السجل | السجل | السجل | السجل | السجل | السجل | السجل  | م.      |
| الفريق            | من            | إلى           | ل     | ف     | ت     | خ     | أ.ل   | أ.ع   | ف.    | فوز %  | م.      |
| ----------------- | ------------- | ------------- | ----- | ----- | ----- | ----- | ----- | ----- | ----- | ------ | ------- |
| ريال مدريد كاستيا | 25 يونيو 2014 | 4 يناير 2016  | 57    | 26    | 17    | 14    | 88    | 58    | +30   | 045٫61 | [ 174 ] |
| ريال مدريد        | 4 يناير 2016  | 31 مايو 2018  | 149   | 105   | 28    | 16    | 398   | 163   | +235  | 070٫47 | [ 175 ] |
| ريال مدريد        | 11 مارس 2019  | 22 مايو 2021  | 114   | 69    | 25    | 20    | 207   | 104   | +103  | 060٫53 | [ 176 ] |
| المجموع الكلي     | المجموع الكلي | المجموع الكلي | 320   | 200   | 70    | 50    | 693   | 325   | +368  | 062٫50 | —       |

## الإنجازات

### كلاعب
بوردو
- كأس إنترتوتو: 1995

يوفنتوس
- الدوري الإيطالي: 1996–97، 1997–98
- كأس السوبر الإيطالي: 1997
- كأس السوبر الأوروبي: 1996
- كأس الإنتركونتيننتال: 1996
- دوري أبطال أوروبا الوصيف: 1996–97، 1997–98

ريال مدريد
- الدوري الإسباني 2002–03
- كأس السوبر الإسباني: 2001، 2003
- دوري أبطال أوروبا: 2001–02
- كأس السوبر الأوروبي: 2002
- كأس الإنتركونتيننتال: 2002

فرنسا
- كأس العالم: البطل 1998؛ الوصيف 2006
- بطولة أمم أوروبا: 2000

الفردية
- أفضل لاعب شاب في دوري الدرجة الأولى الفرنسي: 1993–94[178]
- لاعب العام في دوري الدرجة الأولى الفرنسي: 1995–96[178]
- جائزة أفضل لاعب أجنبي في الدوري الإيطالي: 1996–97، 2000–01
- جائزة أونز الذهبية: 1997، 2002، 2003
- تشكيلة الفيفا: 1997، 1998، 2000، 2002[179]
- فريق العام من وسائل الإعلام الرياضية الأوروبية: 1997–98، 2001–02، 2002–03، 2003–04
- أفضل لاعب وسط من الاتحاد الأوروبي لكرة القدم: 1998[178]
- بطل الأبطال الدوليين من ليكيب: 1998[180]
- بطل أبطال ليكيب الفرنسيين: 1998[180]
- فريق كل النجوم لكأس العالم: 1998، 2006
- لاعب العام من جوائز ورلد سوكر: 1998[178]
- جائزة أفضل لاعب فرنسي: 1998، 2002[178]
- جائزة أونز الذهبية: 1998، 2000، 2001
- جائزة الكرة الذهبية: 1998[40]
- جائزة الكرة الذهبية: الجائزة الفضية 2000
- جائزة الكرة الذهبية: الجائزة البرونزية 1997
- جائزة أفضل لاعب كرة قدم في العالم: 1998، 2000، 2003[40]
- جائزة أفضل لاعب كرة قدم في العالم: الجائزة الفضية 2006[181]
- جائزة أفضل لاعب كرة قدم في العالم: الجائزة البرونزية: 1997، 2002[182]
- لاعب العام في أوروبا من إل باييس: 1998، 2001، 2002، 2003
- جائزة أونز البرونزية: 1999
- اختيار أعظم 100 لاعب كرة قدم في القرن العشرين من ورلد سوكر: 1999
- ثاني لاعب في القرن الفرنسي (فرانس فوتبول): 2000[183]
- أفضل لاعب في بطولة أمم أوروبا: 2000[178]
- فريق بطولة أمم أوروبا: 2000، 2004
- أفضل مُمرر تمريرات حاسمة في الدوري الإيطالي: 2000–01[184]
- جائزة لاعب العام في الدوري الإيطالي: 2000–01
- جائزة اليويفا لأفضل فريق: 2001، 2002، 2003
- جائزة دون بالون: 2001–02
- أفضل لاعب أجنبي في الدوري الإسباني: 2001–02[185]
- جائزة اليويفا لأفضل لاعب: 2002
- فريق الأحلام لكأس العالم: 2002
- أفضل 125 لاعب كرة قدم حي: 2004
- أفضل لاعب في أوروبا في الخمسين عامًا الماضية: 2004
- فيفبرو: 2005، 2006
- أفضل صانع ألعاب في العالم من الاتحاد الدولي لكرة القدم: 2006[186]
- الكرة الذهبية لكأس العالم: 2006[40]
- جائزة الاتحاد الوطني للاعبي كرة القدم المحترفين الفخرية: 2007
- أفضل 100 لاعب في التاريخ من اتحاد إحصائيي كرة القدم #5: 2007[187]
- أسطورة ماركا: 2008
- القدم الذهبية جائزة الأساطير: 2008
- فريق العقد من إي إس بي إن: 2009
- لاعب العقد من إي إس بي إن: 2009
- فوكس سبورت بلاير للعقد: 2009[188]
- فريق العقد من سبورت إيلستريدد: 2009[189]
- لاعب العقد من سبورت إيلستريدد: 2009[178]
- فريق العقد من دون بالون: 2010[190]
- دون بالون لاعب العقد من دون بالون: 2010[190]
- جائزة إنجازات لوريوس مدى الحياة: 2011[178]
- فريق الفرق من الاتحاد الأوروبي لكرة القدم: 2011[191]
- أفضل لاعب في العشرين عامًا الماضية من دوري أبطال أوروبا: 2011[192]
- الجائزة الخاصة من جوائز الـ20 عام: 2011
- أعظم 11 لاعب في التاريخ لريال مدريد: 2012[193]
- أعظم 11 لاعب في التاريخ من ورلد سوكر: 2013[194]
- قاعة مشاهير ريال مدريد: 2014[195]
- أقوى فريق حسب اختيار الاتحاد الأوروبي (احتياطي): 2015[196]
- أساطير الاتحاد الدولي لتاريخ وإحصاءات كرة القدم: 2016[197]
- فريق بطولة أمم أوروبا التاريخي: 2016[198]
- أعظم 100 لاعب كرة قدم في كل العصور من فور فور تو #8: 2017[199]
- أعظم 11 لاعب في كل العصور ليوفنتوس: 2017[200]
- أفضل لاعب فرنسي في التاريخ من ليكيب: 2018[201]
- فريق الأحلام لجائزة الكرة الذهبية (الفضية): 2020[202]
- فريق الأحلام في التاريخ من الاتحاد الدولي لتاريخ وإحصاءات كرة القدم (الفريق ب): 2021[203]
- فريق الأحلام في كل تاريخ أوروبا من الاتحاد الدولي لتاريخ وإحصاءات كرة القدم: 2021[204]

### كمدرب
ريال مدريد
- الدوري الإسباني: 2016–17،[206] 2019–20[207]
- كأس السوبر الإسباني: 2017[208] 2019–20[209]
- دوري أبطال أوروبا: 2015–16،[210] 2016–17،[211] 2017–18[212]
- كأس السوبر الأوروبي: 2016،[213] 2017[214]
- كأس العالم للأندية: 2016،[215] 2017[216]

الفردية
- مدرب الشهر في الدوري الإسباني: أبريل 2016، مايو 2017[217][218]
- فريق العام المذهل للدوري الإسباني من اليويفا: 2015–16[219]
- فريق المتطورين بشكل مفاجئ لدوري أبطال أوروبا: 2015–16[220]
- أفضل مدرب في العالم من الاتحاد الدولي لتاريخ وإحصاءات كرة القدم – الوصيف: 2016[221]
- جائزة الفيفا لأفضل مدرب: 2017؛[222] الوصيف: 2016،[223] 2018[224]
- جائزة أفضل مدرب فرنسي: 2016،[225] 2017[226]
- مدرب العام من صحيفة الهداف: 2016[227]
- فريق الموسم للدوري الاسباني من اليويفا: 2016–17،[228] 2019–20[229]
- فريق الموسم لدوري أبطال أوروبا من فرانس فوتبول: 2016–17[230]
- مدرب العام من أونز الذهبية: 2016–17،[231][232] 2017–18[233]
- مدرب العام من إي إس بي إن: 2017[234]
- أفضل مدرب أندية من الاتحاد الدولي لتاريخ وإحصاءات كرة القدم: 2017،[235] 2018[236]
- فريق العالم من الاتحاد الدولي لتاريخ وإحصاءات كرة القدم: 2017[237]
- مدرب العام الفرنسي من أر سي أم: 2017[238]
- مدرب العام من جوائز جلوب سوكر: 2017[239][240][241]
- أفضل مدرب في العالم من ورلد سوكر: 2017؛[242] الوصيف: 2018[243]
- أعظم مدرب في التاريخ من فرانس فوتبول #22: 2019[244][245]
- أعظم مدرب في التاريخ من سبورت إيلستريدد #34: 2019[246]
- جائزة ميغيل مونيوز: 2019–20[247]
- أفضل مدرب للأندية من ليكيب: 2020[248]
- أعظم مدرب في التاريخ من فور فور تو #36: 2020[249]
- مدرب العقد من جوائز جلوب سوكر 2001–2020 (الوصيف)[250]
- أفضل مدرب في العالم في التاريخ #38 من الاتحاد الدولي لتاريخ وإحصاءات كرة القدم: 2021[251]

### الأوسمة
- وسام جوقة الشرف: 1998[252]
- وسام الاستحقاق الوطني: 2006[253]
- وسام جوقة الشرف: 2008[254]

### الأرقام القياسية

#### كلاعب
- أغلى لاعب كرة قدم في التاريخ: 2001–2009[255]
- أكبر لاعب سناً يفوز بالكرة الذهبية في كأس العالم: 34 عامًا و17 يومًا[256]
- أكثر لاعب سجل في نهائي كأس العالم: 3 أهداف (بالمشاركة مع بيليه، فافا وجيوف هورست)[257]
- أكثر لاعب سجل في مباريات نهائية من كأس العالم: مباراتين (بالمشاركة مع بيليه، فافا وبول برايتنر)[257]
- أكثر لاعب تلقى بطاقات حمراء في كأس العالم: 2 (بالمشاركة مع ريغوبرت سونغ)[257]
- أكثر لاعب وسط ظهورًا في تشكيلة الموسم لوسائل الإعلام الرياضية الأوروبية[258]
- أحد لاعبان في التاريخ حصل على لقب أفضل لاعب في العام في 3 في من البطولات الخمس الكبرى: أفضل لاعب في الدوري الفرنسي (1996)، وأفضل لاعب في الدوري الإيطالي (2001)، وجائزة دون بالون (2002)[259]
- اللاعب الوحيد في التاريخ الذي فازبكأس العالم وبطولة أمم أوروبا وحصل على لقب أفضل لاعب في كلتا المسابقتين[260]
- أكثر من حصل على جائزة أونز الذهبية: 7 مرات (بالمشاركة مع كريستيانو رونالدو)[261]
- أكثر من حصل على جائزة أفضل لاعب كرة قدم في العالم: 6 مرات.[262]

#### كمدرب
- أفضل سلسلة انتصارات في تاريخ الدوري الاسباني: 16 مباراة (بالمشاركة مع بيب غوارديولا)[263]
- أفضل سلسلة انتصارات متتالية خارج الأرض في تاريخ الدوري الإسباني: 13 مباراة[264]
- أقل مدرب في عدد الهزائم بعد 100 مباراة (في كرة القدم الإسبانية): 8 خسائر[265]
- أكثر مدرب حصل على بطولات بعد 100 مباراة (في كرة القدم الإسبانية): 7 بطولات[266]
- أطول مسيرة بدون هزيمة في تاريخ ريال مدريد: 40 مباراة[267]
- أطول سلسلة لا هزيمة في تاريخ في كرة القدم الإسبانية: 40 مباراة[267]
- أول مدرب فرنسي، باستثناء الأرجنتيني–الفرنسي هيلينيو هيريرا، يفوز بدوري أبطال أوروبا: 2015–16[268]
- أطول سلسلة تهديف (في جميع المسابقات الكبرى) في كرة القدم الأوروبية: 73 مباراة[269]
- هو المدرب الوحيد في التاريخ الذي فاز بلقبين متتاليين / وثلاثة من دوري أبطال أوروبا في شكله الحديث: 2015–16، 2016–17، 2017–18[270]
- المدير الوحيد الذي فاز بثلاث نهائيات متتالية في كأس أوروبا / دوري أبطال أوروبا: 2015–16، 2016–17، 2017–18[271]
- المدرب الوحيد في تاريخ ريال مدريد الذي فاز بأربعة ألقاب في موسم واحد[272]
- المدرب الوحيد في تاريخ ريال مدريد هو الذي فاز بكأس السوبر الأوروبي مرتين[273]
- أول مدرب يفوز بلقبين متتاليين في كأس السوبر الأوروبي منذ أريغو ساكي[272]
- أسرع مدرب في تاريخ الدوريات الخمس الكبرى يفوز بسبعة ألقاب مع نادٍ واحد: 19 شهر[274]
- أسرع مدرب في تاريخ الدوريات الخمس الكبرى يفوز بثماني ألقاب مع نادٍ واحد: 23 شهر[275]
- أسرع مدرب في التاريخ يحصل على جائزة الفيفا لأفضل مدرب: 653 يوم[274]
- أكثر من حصل على جوائز من جائزة الفيفا لأفضل مدرب: 3 بشكل عام[276]
- الشخص الوحيد في التاريخ الذي فاز بجائزة جائزة أونز كلاعب وكمدرب[277]
- الشخص الوحيد في التاريخ الذي فاز بجائزة أفضل لاعب كرة قدم في العالم وجائزة الفيفا لأفضل مدرب[278]
- الشخص الوحيد في التاريخ الذي فاز بجائزة الاتحاد الدولي لتاريخ وإحصاءات كرة القدم كأفضل صانع ألعاب وكمدرب[279]
- الشخص الوحيد في التاريخ الذي فاز بكأس العالم للأندية على التوالي كمدرب[280]
- هو المدرب الوحيد في تاريخ ريال مدريد الذي فاز بخمسة ألقاب في سنة تقويمية واحدة[281]
- الشخص الوحيد في التاريخ الذي فاز بكأس العالم للأندية / كأس الإنتركونتيننتال مرتين كلاعب ومرتين وكمدرب[282]
- الشخص الوحيد في التاريخ الذي فاز بجائزة أفضل لاعب فرنسي مرتين وجائزة أفضل مدرب فرنسي مرتين.[283]
- أعلى درجة لمدرب يفوز بجائزة الاتحاد الدولي لتاريخ وإحصاءات كرة القدم لأفضل مدرب في العالم: 326 نقطة[279]
- أول مدرب يصل إلى نهائيات دوري أبطال أوروبا ثلاث مرات متتالية منذ مارتشيلو ليبي: 2015–16، 2016–17، 2017–18[284]
- أكثر مدرب فاز بلقب دوري أبطال أوروبا: 3 (بالمشاركة مع بوب بيزلي وكارلو أنشيلوتي)[285]

## الملاحظات
1. ↑   لا يوجد حتى الآن ما يثبت حصول زيدان على الجنسية الجزائرية، محمد روراوة رئيس الاتحادية الجزائرية عرض على إنزو زيدان الجنسية الجزائرية للعب في منتخب الشباب مما يؤكد أن والده لم يكن حاصلاً عليها[3][4]

## وصلات خارجية
- زين الدين زيدان على موقع IMDb (الإنجليزية)
- زين الدين زيدان على موقع الموسوعة البريطانية (الإنجليزية)
- زين الدين زيدان على موقع ألو سيني (الفرنسية)
- زين الدين زيدان على موقع ميوزك برينز (الإنجليزية)
- زين الدين زيدان على موقع أول موفي (الإنجليزية)
- زين الدين زيدان على موقع قاعدة بيانات الأفلام السويدية (السويدية)
- زين الدين زيدان على موقع إن إن دي بي (الإنجليزية)
- زين الدين زيدان على موقع ديسكوغز (الإنجليزية)
- زين الدين زيدان على موقع قاعدة بيانات الفيلم (الإنجليزية)
- زين الدين زيدان على موقع كينوبويسك (الروسية)
- زين الدين زيدان على موقع الاتحاد الدولي (مؤرشف)  (الإنجليزية)
- زين الدين زيدان على موقع الاتحاد الأوربي (الإنجليزية)
- زين الدين زيدان على موقع إي إس بي إن إف سي (الإنجليزية)
- زين الدين زيدان على موقع قاعدة بيانات كرة القدم.إي يو (الإنجليزية)
- زين الدين زيدان على موقع ليكيب (الفرنسية)
- زين الدين زيدان على موقع ناشيونال فوتبول تيمز (الإنجليزية)
- زين الدين زيدان على موقع Soccerbase.com (لاعب) (الإنجليزية)
- زين الدين زيدان على موقع Soccerway.com (الإنجليزية)
- زين الدين زيدان على موقع عالم كرة القدم.نت (الإنجليزية)